# Arztminute
Unter einer Arztminute versteht man in Deutschland die geldliche Bewertung der ärztlichen Tätigkeit in Cent bei Kassenleistungen. Diese Bewertung gilt im Abrechnungssystem der Kassenärztlichen Vereinigungen und der gesetzlichen Krankenkassen.
Im neuen einheitlichen Bewertungsmaßstab EBM 2000plus der Abrechnung von medizinischen Leistungen wird die rein ärztliche Leistung und die technische Leistung in der Bezahlung getrennt. Für den rein ärztlichen Zeitaufwand seiner Arbeit wird eine kalkulatorische Bewertung der Arztminute (AL) auf 77,9 Cent festgelegt.